# Merl Saunders
Merl Saunders (San Francisco, 14 februari 1934 – aldaar, 24 oktober 2008) was een Amerikaanse pianist en toetsenist.

## Biografie
Saunders werd geboren in San Mateo (Californië) en bezocht de Polytechnic High School in San Francisco. In zijn eerste band op de middelbare school bevond zich zanger Johnny Mathis. Saunders diende bij de luchtmacht van 1953 tot 1957. Hij werkte als muzikaal directeur van de Billy Williams Revue en diende in een vergelijkbare hoedanigheid in de off-Broadway show Big Time Buck White van Oscar Brown jr.
Hij werd opgemerkt in de jaren 1970, toen hij begon samen te werken met Jerry Garcia, met wie hij in 1971 begon te spelen in de kleine nachtclub The Matrix in Filmore Street. Hij zat bij de Grateful Dead en was mede-oprichter van de Saunders/Garcia Band, die drie albums produceerde en die met de toevoeging van Martín Fierro (saxofoon) in 1974 het Legion of Mary werd. Het jaar daarop werd de band opgeheven, maar hij en Garcia bleven in 1979 samenwerken in de band Reconstruction, samen met Ed Neumeister (trombone), Gaylord Birch (drums) en John Kahn (bas). Hij leidde zijn eigen band als Merl Saunders and Friends en speelde live met Garcia, maar ook met Mike Bloomfield, David Grisman, Michael Hinton, Tom Fogerty, Vassar Clements, Kenneth Nash, John Kahn en Sheila E. Hij werkte ook samen met Grateful Dead percussionist Mickey Hart in de band High Noon. Merl Saunders nam het voortouw bij de herintroductie van Jerry Garcia op zijn gitaar, nadat Jerry in de zomer van 1986 in een diabetische coma lag.
In 1990 bracht hij de wereldmuziek en new age klassieker Blues From the Rainforest uit, een samenwerking met Jerry Garcia en Muruga Booker. Dit leidde tot het uitbrengen van een video, waarin Saunders' reis naar de Amazone wordt beschreven en de daaropvolgende albums Fiesta Amazonica, It's in the Air en Save the Planet so We'll Have Someplace to Boogie. Een van de nummers van Blues From the Rainforest werd gebruikt als onderdeel van de soundtrack voor de tv-serie Baywatch. Saunders bleef de komende tien jaar optreden met de Rainforest Band.
Saunders werkte samen met de muzikanten Paul Pena, Bonnie Raitt, Phish, Widespread Panic, Miles Davis en B.B. King. Hij nam ook op met de supergroep The Dinosaurs van de eerste generatie Bay Area rockmuzikanten.
Hij had zijn eigen platenlabel Sumertone Records (genoemd naar zijn kinderen Susan, Merl Jr., en Tony) en had ook opgenomen bij Fantasy Records, Galaxy Records en Relix Records en de Grateful Dead en Jerry Garcia labels. Hij werkte samen met Grateful Dead aan de themamuziek voor het tv-programma The New Twilight Zone uit 1985. Als muzikaal directeur voltooide hij 2½ seizoen van de show. Hij werkte ook aan de tv-serie Nash Bridges en werkte aan verschillende soundtracks voor films, waaronder Fritz the Cat en Steelyard Blues. Hij was twee jaar lang productiecoördinator voor de Grammy Awards en voor de Grammy's Greatest Moments TV special. Hij leverde ook de muziek voor de computeranimatievideo Headcandy: Sidney's Psychedelic Adventure.
Hij werkte met verschillende liefdadigheidsorganisaties, zoals de Seva Foundation, de Rex Foundation, het Rainforest Action Network en de Haight-Ashbury Free Clinic en stond 24 jaar achtereen aan het hoofd van de Haight Street Music Fair. Hij heeft een Doctoraat in de muziek gekregen van het Unity College in Unity (Maine).
In 2002 kreeg Saunders een beroerte, die een kant van zijn lichaam verlamde en zijn muzikale carrière inkortte. Hij overleed in San Francisco, Californië, in de ochtend van 24 oktober 2008, na het bestrijden van infecties als gevolg van complicaties met betrekking tot de beroerte. Hij werd overleefd door zijn twee zonen Tony Saunders (bassist)] en Merl Saunders jr. (een voormalig senior executive director van de National Academy of Recording Arts and Sciences) en zijn dochter Susan Mora.
In december 2008 meldde TMZ dat de nalatenschap van Merl Saunders een rechtszaak had tegen de nalatenschap van Jerry Garcia, het betwisten van royalty's voor een live-album in 2004. Saunders' nalatenschap beweerde dat ze niet op de hoogte waren van de publicatie van het album en dat ze gelijke rechten hadden op de royalty's. De zaak werd later in der minne geschikt.

## Eerbetuigingen
- Op zaterdag 14 februari 2009 werd een eerbetoon aan Merl Saunders' leven en muzikale carrière gehouden in de Great American Music Hall. Het werd gekenmerkt door acteur/regisseur Max Gail en Wavy Gravy als M.C.'s en vele vroegere muzikale medewerkers waaronder Grateful Dead gitarist Bob Weir, Tony Saunders, David Grisman, Michael Hinton, Melvin Seals, Michael Warren, Larry Vann, Tonedog, Misa Malone en Bill Vitt.
- Een herlancering van de Rainforest Band als een eerbetoon aan Merl Saunders vond plaats op 29 juli 2009, de site van hun laatste optreden met zijn zoon Tony Saunders, Misa Malone en andere leden van de Rainforest Band en andere Saunders projecten. Ook verschenen Sikiru Adepoju op talking drum en Douglas "Val" Serrant op steeldrum en djembé.

## Overlijden
Merl Saunders overleed in oktober 2008 op 74-jarige leeftijd.

## Discografie

### Hoofdstudio, live en compilatie publicaties
- 1968: Soul Grooving - Merl Saunders Trio en Big Band
- 1972: Heavy Turbulence - met Tom Fogerty en Jerry Garcia
- 1973: Fire Up - met Tom Fogerty en Jerry Garcia
- 1973: Live at Keystone - met Jerry Garcia, John Kahn & Bill Vitt
- 1974: Merl Saunders
- 1976: You Can Leave Your Hat On - met Aunt Monk
- 1979: Do I Move You
- 1982: San Francisco After Dark
- 1987: Meridien Dreams
- 1988: Keystone Encores - met Jerry Garcia, John Kahn & Bill Vitt
- 1990: Blues From The Rainforest: A Musical Suite - met Muruga Booker, Eddie Moore, Shakti, Joanie Lane alias:Jamie,Special Guest: Jerry Garcia
- 1991: Save The Planet So We'll Have Someplace To Boogie - Merl Saunders & the Rainforest Band
- 1992: Fire Up Plus - met Jerry Garcia, John Kahn, Tom Fogerty en Ron Tutt
- 1993: It's In The Air - Merl Saunders & the Rainforest Band
- 1995: Still Having Fun
- 1997: Keepers - Merl Saunders and Friends
- 1998: Fiesta Amazonica - Merl Saunders & the Rainforest Band
- 1998: The Twilight Zone (Vol. 1): Originele soundtrack van de tv-serie - Grateful Dead & Merl Saunders
- 1998: Merl Saunders Live With His Funky Friends
- 2000: Struggling Man - Merl Saunders & His Funky Friends
- 2004: Still Groovin' Merls laatste tracks opgenomen. Special Guest Mavis Staples, Bonnie Raitt, David Grisman en Huey Lewis. Geproduceerd door Tony Saunders
- 2004: Pure Jerry: Keystone Berkeley, September 1, 1974 - met Jerry Garcia
- 2005: Legion of Mary: The Jerry Garcia Collection, Vol. 1 - Legion of Mary met Jerry Garcia
- 2006: Well-Matched: The Best of Merl Saunders & Jerry Garcia
- 2012: Keystone Companions: The Complete 1973 Fantasy Recordings
- 2013: Garcia Live Volume Three - Legion of Mary met Jerry Garcia
- 2016: Garcia Live Volume Six - met Jerry Garcia
- 2017: Garcia Live Volume Nine - met Jerry Garcia
- 2019: Garcia Live Volume 12 - met Jerry Garcia
- 2020: Garcia Live Volume 15 - met Jerry Garcia

### Solo, groepsleider of co-leider - singles
- 1968: I Pity The Fool / Tighten Up (Galaxy)
- 1969: Soul Grooving / Up Up and Away (Galaxy)
- 1970: Iron Horse / Little Bit of Righteousness (Galaxy) - met Heavy Turbulence
- 197?: Julia / Five More (Fantasy)
- 197?: Save Mother Earth, Parts 1 & 2 (Fantasy)
- 1981: San Francisco After Dark / Come To Me (Summertone)

### Diverse artiestencompilaties met o.a. nog niet eerder uitgebrachte muziek van Merl Saunders
- 1970:  Belafonte By Request - Harry Belafonte
- 1972: Black Girl (Soundtrack) - Diverse artiesten
- 1972: Fritz The Cat (Soundtrack) - Diverse artiesten
- 1973: Heavy Traffic (Soundtrack) - Diverse artiesten
- 1997: Fire On The Mountain: Reggae Celebrates The Grateful Dead Volume 2 - Diverse artiesten
- 1999: The Third Annual Gathering on the Mountain - Diverse artiesten
- 2000: Gathering On The Mountain: Live Part 2 - Diverse artiesten
- 2000: Gathering On The Mountain: Live Part 3 - Diverse artiesten
- 2000: Sharin' In The Groove - Diverse artiesten
- 2001: Into The Music: Jam Band Vol. 1 - Diverse artiesten

### Diverse artiestencompilaties met onder andere eerder uitgebrachte Merl Saunders tracks
- 1992: All Night Long They Play The Blues - Diverse artiesten
- 1995: Bad, Bad Whiskey (The Galaxy Masters) - Diverse artiesten
- 1995: Jazz Collective - Diverse artiesten
- 1995: Sense Of Direction - Diverse artiesten
- 1996: Televisions Greatest Hits Vol. 6: Remote Control - Diverse artiesten
- 1996: Fritz The Cat/Heavy Traffic (soundtrack) - Diverse artiesten

### Bijdragen aan andere grote albums met anderen
- 1971: Grateful Dead (Skull & Roses) - Grateful Dead
- 1971: Danny Cox - Danny Cox
- 1972: Tom Fogerty - Tom Fogerty
- 1972: Steelyard Blues (Soundtrack) - Diverse artiesten
- 1972: Give It Up - Bonnie Raitt
- 1972: Europe '72 - Grateful Dead
- 1972: Excalibur - Tom Fogerty
- 1973: Ooh So Good 'N' Blues - Taj Mahal
- 1973: Betty Davis - Betty Davis
- 1973: Moses - Jerry Hahn
- 1973: Brenda Patterson - Brenda Patterson
- 1974: Garcia (Compliments of Garcia)
- 1974: Mo' Roots - Taj Mahal
- 1975: Is Having A Wonderful Time - Geoff Muldaur
- 1975: Cesar 830 - Cesar Ascarrunz
- 1976: David Soul - David Soul
- 1978: Cats Under the Stars - Jerry Garcia Band
- 1982: Run for the Roses - Jerry Garcia
- 1984: Amagamalin Street - Robert Hunter
- 1988: Dinosaurs - Dinosaurs
- 1988: Nightfood - Brian Melvin
- 1994: Free Flight - Palomino Duck
- 1996: Life Is Like That - Jerry Miller
- 1997: DAVA - DAVA And The Peace Army
- 1998: Ticket To Fly - Mike Lawson (opgenomen in in '94, uitgebracht bij Sumertone Records, Lawson was de enige andere artiest bij Merl's label)
- 2000: King Of The Highway - Norton Buffalo en The Knockouts
- 2000: New Train - Paul Pena
- 2000: Hoy Yen Ass'n - Tommy Guerrero en Gadget
- 2001: The Golden Road (1965-1973) - Grateful Dead
- 2001: Gifts From The Dead - Diverse artiesten
- 2002: Remedy - Jim Weider Band
- 2002: Rare - Five Point Plan

### Bijdragen aan singles met anderen
- 1972: Lady Of Fatima / Cast The First Stone - Tom Fogerty (Fantasy)
- 1972: Faces Places People / Forty Years - Tom Fogerty (Fantasy)
- 1972: Drive Again (Theme from Steelyard Blues) / My Bag (The Oysters) - Gravenites/Bloomfield en anderen
- 1989: Underground (ep) - Mike Lawson (Psychotronic Records)

### Spelen van bijdragen aan compilaties
- 1975: Sampler For Deadheads (#1 of 3) - Jerry Garcia / Robert Hunter
- 1975: Sampler For Deadheads (#2 of 3) - Old And In The Way / Keith And Donna
- 1977: What A Long Strange Trip It's Been - Grateful Dead
- 1978: Grateful Dead Sampler - Diverse artiesten
- 1978: Arista AOR Sampler - Diverse artiesten
- 1985: The Relix Sampler - Diverse artiesten
- 1998: Tom Fogerty/Excalibur - Tom Fogerty
- 1999: The Very Best Of Tom Fogerty - Tom Fogerty
- 2000: Furthur Most - Diverse artiesten
- 2000: The Best Of David Soul - David Soul
- 2000: Anti Love: The Best Of Betty Davis - Betty Davis

### Niet-uitvoerende referenties op albums
- 1975: Keith and Donna Godchaux - Keith and Donna Godchaux
- 1976: For Dead Heads - Diverse artiesten
- 1998: Blue Light Rain - Jazz Is Dead

## Filmografie

### Films/DVD's
- 1972: Fritz the Cat
- 1972: Black Girl
- 1973: Heavy Traffic
- 1973: Steelyard Blues
- 1997: Headcandy: Sidney's Psychedelic Adventure Headcandy Productions
- 1997: A Tribute to Jerry Garcia: Deadheads Festival Japan 1997 (Japanse Laser Disc, Video Super Rock series VPLR-70650)
- 1999: Blues from the Rainforest: A Musical Suite Mobile Fidelity
- 2000: The Grateful Dead: The End of the Road - The Final Tour '95 Monterey Video
- 2006: Diggers

### Televisie
- 34th Annual Grammy Awards (tv-special) - Production Coordinator
- 35th Annual Grammy Awards (tv-special) - Production Coordinator
- Grammy's Greatest Moments (tv-special) - Production Coordinator
- Vietnam: A Television History (tv-serie) - Music Performer (11 afleveringen, 1997)
- The American Experience - Music Performer (6 afleveringen, 1997–2005)
- The New Twilight Zone 1985 (tv-serie)- muziekuitvoerder & muzikaal directeur (componist: new title theme) (72 afleveringen, 1985–1989)
- Nash Bridges (tv-serie)
- Tales From The Crypt (tv-serie)
- Baywatch (tv-serie)
- Simon and Simon (tv-serie)

## Andere bronnen
- Joel Selvin. "Star Keyboardist Merl Saunders Dies", San Francisco Chronicle, 25 oktober 2008

- Biblioteca Nacional de España: XX1606629
- Bibliothèque nationale de France: cb139489638 (data)
- Gemeinsame Normdatei: 135053110
- International Standard Name Identifier: 0000 0000 5934 0430
- Library of Congress Control Number: n92024563
- MusicBrainz: 7ae1ae9e-66f5-461f-8a16-1a394b400c14
- Nationale Bibliotheek van Tsjechië: xx0095120
- Virtual International Authority File: 7579778